# Skøvnung
Skøvnung (oldnordisk: Skofnungr) er i middelalderens islandske litteratur den danske konge Kong Hrolv Krakes Rolf Krakes) sværd. 
Ifølge Hrólfs saga kraka "Skøvnung, som var det ypperste Sværd, der har været baaret i de nordiske Lande", 